# 익산 미륵사지 금동향로
익산 미륵사지 금동향로(益山 彌勒寺止 金銅香爐)는 대한민국 전북특별자치도 익산시 국립익산박물관에 있는 남북국 시대 신라의 유물이다. 2012년 2월 22일 대한민국의 보물 제1753호로 지정되었다.

## 개요
미륵사지 금동향로의 조형에 대해서는 국내의 자료가 전무하여 중국과 일본 수각형 향로를 중심으로 살펴볼 수밖에 없다. 우선 중국 수각형 향로 가운데 미륵사지 향로와 비교되는 당대(唐代)의 작품이 여러 점 확인된다. 그 중에서도 6개의 다리와 6수면(獸面)을 지닌 741년의 경산사지(慶山寺址)출토의 향로가 미륵사지 향로의 조형과 유사한 점을 발견할 수 있다.
미륵사지 향로는 당대에 만들어진 중국 수각형 향로의 조형을 바탕으로 하면서도 고식의 연판 모습과 감은사지 사리감과 유사한 수면(獸面)과 고리에서 볼 수 있듯이 통일신라 초에 이루어진 여러 요소를 복합적으로 반영하여 한국적으로 수용한 작품으로 보인다. 백제 금동향로와 동일한 금·구리 아말감 도금법을 사용한 점 역시 이 향로의 제작시기를 올려보는 근거가 된다. 따라서 앞으로 보다 많은 자료와 세밀한 비교 검토가 이루어져야 하겠지만, 이 향로의 제작시기에 관해서는 불교미술과 함께 금속공예에 있어 완숙한 단계에 이르렀던 8세기 전반에서 중엽을 넘어서지 않는 시기에 만들어졌을 가능성이 높다. 미륵사지 발굴조사를 토대로 다른 동반 유물과의 비교를 통해 이 향로가 858년 이전에 매납(埋納)되었다는 견해는 이러한 편년을 적극적으로 뒷받침해 준다.
이 작품은 출토 경위가 확실하며 완벽한 보존 상태를 지닌 작품인 동시에 우리나라에서 첫 예가되는 통일신라의 금동 수각형 향로라는 점에서 큰 의의가 있다.

## 참고 자료
- 익산 미륵사지 금동향로 - 국가유산청 국가유산포털